# Hector, New York
Hector är en kommun (town) i Schuyler County i delstaten New York. Vid 2020 års folkräkning hade Hector 4 894 invånare.